# Liste der Baudenkmale in Greifswald
In der Liste der Baudenkmale in Greifswald sind alle denkmalgeschützten Bauten der Hansestadt Greifswald (Mecklenburg-Vorpommern) und ihrer Ortsteile aufgeführt.
Grundlage dieser Zusammenstellung ist amtliche Denkmalliste der Hansestadt mit Stand vom 20. Juli 1995. Die folgende Tabelle enthält die Baudenkmale der Innenstadt, die Baudenkmale der äußeren Ortsteile siehe Liste der Baudenkmale in Greifswald (Außenbereiche) aufgeführt.

## Bewegliche Denkmale
| ID | Lage | Bezeichnung                    | Beschreibung | Bild                           |
| -- | ---- | ------------------------------ | --- | ------------------------------ |
|    |      | Schulschiff Schonerbrigg Greif | 1951 Kiellegung auf der Warnow-Werft in Rostock-Warnemünde als Schonerbrigg, erster Schiffneubau der DDR in Niet- und Schweißtechnik; 1951 Stapellauf und Indienststellung. | Schulschiff Schonerbrigg Greif |

## Baudenkmale der Kernstadt
| ID       | Lage                                            | Bezeichnung | Beschreibung | Bild |
| -------- | ----------------------------------------------- | --- | --- | --- |
|          | Am Mühlentor 1 (Karte)                          | Ehemalige Poliklinik und Remise | | Ehemalige Poliklinik und Remise |
|          | Am Mühlentor 2 (Karte)                          | Wohnhaus | | Wohnhaus |
|          | Am Mühlentor 3 (Karte)                          | ehemaliges Logenhaus | Als Café-Restaurant Humboldt im Logenhaus genutzt | ehemaliges Logenhaus |
|          | (Karte)                                         | Stadtvilla | | Stadtvilla |
|          | Anklamer Straße 17 (Karte)                      | Geschäftshaus mit Toreinfahrt | | Geschäftshaus mit Toreinfahrt |
|          | Anklamer Straße 32 (Karte)                      | ehemalige Brauerei Hinrichs und Tankstelle | | ehemalige Brauerei Hinrichs und Tankstelle |
|          | Anklamer Straße 32a (Karte)                     | Vorstadtvilla | | Vorstadtvilla |
|          | Anklamer Straße 75/76 (Karte)                   | Reichsbahndirektion | | Reichsbahndirektion |
|          | Anklamer Straße 104 (Karte)                     | ehem. Bäckerei | | ehem. Bäckerei |
|          | (Karte)                                         | Theater mit Café und Kreiskulturhaus | Stadthalle von 1915 als Teil eines Gebäudekomplexes zusammen mit dem Theater Greifswald nach den Plänen der Berliner Architekten Richard und Heinrich Iwan sowie Erich Trehde. | Theater mit Café und Kreiskulturhaus |
|          | Anlagen 1/1a/1b (Karte)                         | Ehemaliges Sol- und Moorbad | Das Bad wurde von 1995 bis 1999 zu einem Gerichtsensemble mit Finanz- und Amtsgericht umgebaut. | Ehemaliges Sol- und Moorbad |
|          | Friedrich-Ludwig-Jahn-Straße (Karte)            | Arboretum | | Arboretum |
|          | Arndtstraße 6 (Karte)                           | Wohnhaus | | Wohnhaus |
|          | Arndtstraße 9 (Karte)                           | Institutsgebäude | | Institutsgebäude |
|          | Arndtstraße 29/30 (Karte)                       | Wohnhaus | Vgl. Burgstraße 4. | Wohnhaus |
|          | Arndtstraße 37 (Karte)                          | Ernst-Moritz-Arndt-Schule | | Ernst-Moritz-Arndt-Schule |
|          | August-Bebel-Platz (Karte)                      | August-Bebel-Stein | | August-Bebel-Stein |
|          | Baderstraße 1 (Karte)                           | Alte Apotheke | | Alte Apotheke |
|          | Baderstraße 2                                   | Wohnspeicherhaus | Wohnhaus der Dichterin Sibylla Schwarz (1621–1638). | Wohnspeicherhaus |
|          | Baderstraße 3 (Karte)                           | ehem. Hotel | Das Gebäude dient heute als privates Studentenwohnheim. | ehem. Hotel |
|          | Baderstraße 18 (Karte)                          | Wohnhaus | | Wohnhaus |
|          | Baderstraße 23/24, Ecke Domstraße (Karte)       | Feuerwehr-Gebäudekomplex | | Feuerwehr-Gebäudekomplex |
|          | Baderstraße 25 (Karte)                          | Speicher | | Speicher |
|          | Bahnhofstraße 2/3 (Karte)                       | Stadtpalais | Auch als Turmschulzenhaus bekannt; heute Internationales Begegnungszentrum Felix Hausdorff. Wohnhaus vom Rittmeister Albert von Schulz von 1871; 1899 verkauft an einen Geselligkeitsverein der Hochschullehrer, spätere Nutzung durch wissenschaftliche Institute der Universität und seit 1962 der Universitätskindergarten. 1997/99 Umbau zum Haus der Gastwissenschaftler. | Stadtpalais |
|          | Bahnhofstraße 4-6 (Karte)                       | Budenreihe | Nr. 4 Geburtshaus von Wolfgang Koeppen. Auf die Initiative von Günter Grass Sanierung der Nr. 4 und 5 und seit 2003 Koeppen-Archiv als Literaturzentrum Vorpommern und Café Koeppen. Haus Nummer 6 ist unsaniert. | Budenreihe |
|          | Bahnhofstraße 9 (Karte)                         | Handwerkerwohnhaus | | Handwerkerwohnhaus |
|          | Bahnhofstraße 12/13 (Karte)                     | ehem. Waisenhaus | | ehem. Waisenhaus |
|          | Bahnhofstraße 19 (Karte)                        | ehem. Wohnhaus (Institutsgebäude) | | ehem. Wohnhaus (Institutsgebäude) |
|          | Bahnhofstraße 31/32 (Karte)                     | Wohnhaus | | Wohnhaus |
|          | Bahnhofstraße 33/34 (Karte)                     | Stadtvilla | | Stadtvilla |
|          | Bahnhofstraße 35/36 (Karte)                     | Konsistorium | | Konsistorium |
|          | Bahnhofstraße 43 (Karte)                        | Bahnhof und Bahnpostgebäude | | Bahnhof und Bahnpostgebäude |
|          | Bahnhofstraße 44-45 (Karte)                     | KAW Hallen | | KAW Hallen |
|          | Bahnhofstraße 46/47 (Karte)                     | Wohnhaus & Gedenktafel Dr. A. Maria Wachsmann | Wohnstätte 1917–1937 von Gustaf Dalman, 1906–1928 von Otto Jaekel und 1883–1893 von Adolf Schlatter sowie von Alfons Maria Wachsmann. | Wohnhaus & Gedenktafel Dr. A. Maria Wachsmann |
|          | Bahnhofstraße 48/49 (Karte)                     | Wohnhaus | Heute Institut für Kirchenmusik und Musikwissenschaft | Wohnhaus |
|          | Bahnhofstraße 50 (Karte)                        | ehem. Akademische Mensa | | ehem. Akademische Mensa |
|          | Bahnhofstraße 52 (Karte)                        | Wohnhaus | Wohnstätte 1891–1924 von Erich Peiper und 1887–1893 von Rudolf Schirmer. | Wohnhaus |
|          | Baustraße 8 (Karte)                             | Wohnhaus | | Wohnhaus |
|          | Baustraße 14 (Karte)                            | Wohnhaus | | Wohnhaus |
|          | Baustraße 36 (Karte)                            | Karl-Krull-Schule mit Gedenkstein für Karl Krull | | Karl-Krull-Schule mit Gedenkstein für Karl Krull |
|          | Brinkstraße 20 (Karte)                          | Stephanienkonvent | | Stephanienkonvent |
|          | Brüggstraße (Karte)                             | Wohnhaus | | Wohnhaus |
|          | Brüggstraße 34 (Karte)                          | Wohnhaus | | Wohnhaus |
|          | Brüggstraße 35 (Karte)                          | Wohnhaus | | Wohnhaus |
|          | Brüggstraße 38 (Karte)                          | Wohnhaus | | Wohnhaus |
|          | Bugenhagenstraße 3 (Karte)                      | Wohnhaus (Innere Mission) | | Wohnhaus (Innere Mission) |
|          | Burgstraße 4 (Karte)                            | Wohnhaus | Vgl. Arndtstraße 29/30. | Wohnhaus |
|          | Burgstraße 10 (Karte)                           | Wohnhaus | | Wohnhaus |
|          | Burgstraße 27 (Karte)                           | Wohnhaus | | Wohnhaus |
|          | Caspar-David-Friedrich-Straße 2 (Karte)         | Wohnhaus | | Wohnhaus |
|          | Caspar-David-Friedrich-Straße 3 (Karte)         | Wohnhaus | ehemaliges Wohnhaus der Dichterin Alwine Wuthenow | Wohnhaus |
|          | Caspar-David-Friedrich-Straße 4 (Karte)         | Wohnhaus | | Wohnhaus |
|          | Credner-Park (Karte)                            | Parkanlage mit Gedenkstein für Rudolf Credner | Parkstiftung von Rudolf Credner. 1912 Gedenkstein der Geographischen Gesellschaft zu Greifswald. | Parkanlage mit Gedenkstein für Rudolf Credner |
|          | Dietrich-Bonhoeffer-Platz 1 (Karte)             | Friedrich-Ludwig-Jahn-Gymnasium & Gedenkstein für F. L. Jahn | Gymnasium von 1561; 3-gesch., verklinkertes Gebäude im Stil der Neorenaissance von 1870. Gedenkstein für F. L. Jahn | Friedrich-Ludwig-Jahn-Gymnasium & Gedenkstein für F. L. Jahn |
|          | Dietrich-Bonhoeffer-Platz                       | Gedenkstein für die Kapp-Putsch-Opfer, 1955 | Gedenkstein für die Kapp-Putsch-Opfer | Gedenkstein für die Kapp-Putsch-Opfer, 1955 |
|          | Domstraße (Karte)                               | Universitätskomplex mit Gartenanlagen | Mit der Restaurierung des Innenhofs des Universitätskomplexes verschwanden 2006 die Gartenanlagen. | Universitätskomplex mit Gartenanlagen |
|          | Domstraße 6-7 (Karte)                           | Gerichtsgebäude | 3-gesch., verklinkerter Bau mit Zwerchgiebel, Satteldach und zwei 2-gesch. Anbauten aus der Gründerzeit. Sitz von Oberverwaltungsgericht, Verwaltungsgericht und Landesverfassungsgericht. | Gerichtsgebäude |
|          | Domstraße 8 (Karte)                             | Küsterhaus der Jacobikirche | Ehemalige Küsterhaus; heute Akademische Auslandsamt der Universität Greifswald. | Küsterhaus der Jacobikirche |
|          | Domstraße 9 (Karte)                             | ehem. Pfarrhaus von St. Jacobi | Ehemaliges Pfarrhaus; heute Institut für fremdsprachliche Philologien Baltistik/Slavistik der Universität Greifswald. Todeshaus des Dichters Ludwig Gotthard Kosegarten († 1818). | ehem. Pfarrhaus von St. Jacobi |
|          | Domstraße 9a                                    | Institutsgebäude der Universität | Zuletzt für das historische Institut der Universität Greifswald. Heute Leerstand. Wirkungsstätte von Gustav Ehrismann und Adolf Hofmeister. Davor befindet sich ein Stolperstein für Gerhard Knoche. | Institutsgebäude der Universität |
|          | Domstraße 10 (Karte)                            | Professorenwohnhaus | Heute Institutsgebäude (Baltistik und Slavistik) der Universität Greifswald. Hier wohnte Karl Schildener. | Professorenwohnhaus |
|          | Domstraße 10a                                   | Physikalisches Institut | | Physikalisches Institut |
|          | Domstraße 11 (Karte)                            | Universitätshauptgebäude | 3-gesch., spätbarocker und klassizistischer Putzbau mit 23 Achsen mit Mansarddach aus der Mitte des 18. Jh. Dreiachsiges Mittelrisalit mit Pilastern gegliederten. 1832 verschiedene Überformungen. 1882 und 1888 Renovierungen im Inneren. ehem. Bibliothekssaal ab 1882 Aula. 2003–2006 erneute Sanierung. | Universitätshauptgebäude |
|          | Domstraße 12 (Karte)                            | ehem. Pfarrhaus von St. Nikolai | Zuletzt unter anderem Büro des Allgemeinen Studierendenausschuss der Universität. | ehem. Pfarrhaus von St. Nikolai |
|          | Domstraße 13 (Karte)                            | Wohnhaus | Von 1928 bis 1954 wohnte Karl von Scheven in diesem Haus. | Wohnhaus |
|          | Domstraße 14 (Karte)                            | Wohnhaus | Das Wohnhaus dient heute als Verwaltungsgebäude der Universität Greifswald. | Wohnhaus |
|          | Domstraße 15 (Karte)                            | Wohnhaus (ehem. Kirchendienerhaus von St.Nikolai) | | Wohnhaus (ehem. Kirchendienerhaus von St.Nikolai) |
|          | Domstraße 16 (Karte)                            | Wohnhaus (ehem. Kirchendienerhaus von St.Nicolai) | | Wohnhaus (ehem. Kirchendienerhaus von St.Nicolai) |
|          | Domstraße 17 (Karte)                            | Wohnhaus (ehem. Kirchendienerhaus von St.Nicolai) | | Wohnhaus (ehem. Kirchendienerhaus von St.Nicolai) |
|          | Domstraße 18                                    | Wohnhaus (ehem. Kirchendienerhaus von St.Nicolai) | Heute Teil der Dombuchhandlung. | Wohnhaus (ehem. Kirchendienerhaus von St.Nicolai) |
|          | Domstraße 19 (Karte)                            | Wohn- und Geschäftshaus | Heute Dombuchhandlung | Wohn- und Geschäftshaus |
|          | Domstraße 20 (Karte)                            | ehem. Landgericht | heute Rechts- und Staatswissenschaftliche Fakultät (u. a. Dekanat) | ehem. Landgericht |
|          | Domstraße 20a                                   | ehemaliges Hofgericht | heute Rechts- und Staatswissenschaftliche Fakultät | ehemaliges Hofgericht |
|          | Domstraße 21 (Karte)                            | Gasthaus „Domburg“ | | Gasthaus „Domburg“ |
|          | Domstraße 22 (Karte)                            | Wohnhaus | Wohnstätte von 1836 bis 1849 von Theodor Billroth. | Wohnhaus |
|          | Domstraße 26 (Karte)                            | Wohnhaus | | Wohnhaus |
|          | Domstraße 27 (Karte)                            | Wohnhaus | | Wohnhaus |
|          | Domstraße 28 (Karte)                            | Wohnhaus | | Wohnhaus |
|          | Domstraße 29 (Karte)                            | Wohnhaus | | Wohnhaus |
|          | Domstraße 30 (Karte)                            | Wohnhaus | Wohnhaus von Wilhelm Wilmanns von 1874 bis 1877. | Wohnhaus |
|          | Domstraße 33 (Karte)                            | Wohnhaus, ehem. Stadtbuchhalterhaus | | Wohnhaus, ehem. Stadtbuchhalterhaus |
|          | Domstraße 34 (Karte)                            | Wohnhaus | Das Gebäude wurde 1903 erbaut. | Wohnhaus |
|          | Domstraße 39 (Karte)                            | Wohnhaus | In dem Erdgeschoss des Wohnhauses befindet sich heute ein Musikgeschäft. | Wohnhaus |
|          | Domstraße 39a (Karte)                           | Wohnhaus | | Wohnhaus |
|          | Domstraße 40 (Karte)                            | Wohnhaus | Das Gebäude ist heute ein Hotel. | Wohnhaus |
|          | Domstraße 49 (Karte)                            | Wohnhaus | | |
|          | Domstraße 54 (Karte)                            | Wohnhaus | | Wohnhaus |
|          | Domstraße 55 (Karte)                            | Wohnhaus | | Wohnhaus |
|          | Domstraße 56 (Karte)                            | Wohnhaus | | Wohnhaus |
|          | Domstraße 57 (Karte)                            | Wohnhaus | | Wohnhaus |
|          | Domstraße 58 (Karte)                            | Wohnhaus | | Wohnhaus |
|          | Domstraße 60 (Karte)                            | Wohnhaus | | Wohnhaus |
|          | Domstraße 61 (Karte)                            | Wohnhaus | | Wohnhaus |
|          | Ellernholzstraße 1/2 (Karte)                    | Nervenklinik | Das Gebäude ist heute die Klinik und Poliklinik für Psychiatrie und Psychotherapie der Universitätsmedizin Greifswald. Davor Stolperstein für Edmund Forster | Nervenklinik |
|          | Erich-Böhmke-Straße 23/24 (Karte)               | Wohnhaus | | Wohnhaus |
|          | Fischstraße 10 (Karte)                          | Wohnhaus | Wohnhaus des Historikers Karl Theodor Pyl. | Wohnhaus |
|          | Fischstraße 11 (Karte)                          | Wohnhaus | Seit 2001 befindet sich im Erdgeschoss und im Gewölbekeller das Café Caspar. | Wohnhaus |
|          | Fischstraße 16 (Karte)                          | Wohnhaus | | Wohnhaus |
|          | Fischstraße 17 (Karte)                          | Wohnhaus | | Wohnhaus |
|          | Fischstraße 18 (Karte)                          | Wohnhaus | | Wohnhaus |
|          | Fischstraße 24 (Karte)                          | Wohnhaus | | Wohnhaus |
|          | Fleischerstraße (Karte)                         | Bezirksfriedhof Nr. 1 der Roten Armee | | Bezirksfriedhof Nr. 1 der Roten Armee |
|          | Fleischerstraße 3/3a (Karte)                    | Wohnspeicherhaus | | Wohnspeicherhaus |
|          | Fleischerstraße 15 (Karte)                      | Wohn- und Geschäftshaus | | Wohn- und Geschäftshaus |
|          | Fleischerstraße 16 (Karte)                      | Wohnhaus | | Wohnhaus |
|          | Fleischerstraße 17 (Karte)                      | Wohn- und Geschäftshaus | | Wohn- und Geschäftshaus |
|          | Fleischerstraße 18 (Karte)                      | Wohnhaus | | Wohnhaus |
|          | Fleischerstraße 22 (Karte)                      | Villa (Patrunky) | | Villa (Patrunky) |
|          | Fleischmannstraße 42/44 (Karte)                 | Klinik | Das Gebäude beherbergt heute die Klinik für Strahlentherapie und die Klinik und Poliklinik für Nuklearmedizin der Universität Greifswald. | Klinik |
|          | Friedhof                                        | OdF-Ehrenmal | | |
|          | (Karte)                                         | Alter Friedhof, Anlage & 45 denkmalwerte Grabanlagen und Grüfte an der Wolgaster Straße                                                                                       | | Alter Friedhof, Anlage & 45 denkmalwerte Grabanlagen und Grüfte an der Wolgaster Straße                                                                                       |
|          | (Karte)                                         | Neuer Friedhof, Friedhofsanlage mit Krematorium, 2. und 3. Bezirksfriedhof der Roten Armee, Gefallenengräber 1914–1918, VdN-Friedhof, Internationaler Ehrenfriedhof 1939–1945 | Das Krematorium auf dem Friedhof wurde von Emma Prast gestiftet. Zwei Gedenktafeln an dem Gebäude erinnern an Prast und an Willy Gerding als Förderer. | Neuer Friedhof, Friedhofsanlage mit Krematorium, 2. und 3. Bezirksfriedhof der Roten Armee, Gefallenengräber 1914–1918, VdN-Friedhof, Internationaler Ehrenfriedhof 1939–1945 |
|          | Friedrich-Loeffler-Straße 21 (Karte)            | Wohnhaus | | Wohnhaus |
|          | Friedrich-Loeffler-Straße 22                    | Wohnhaus | nicht mehr existent | |
|          | Friedrich-Loeffler-Straße 23 (Karte)            | Chirurgische Klinik u. innere Medizin | An dem Gebäude ist eine Gedenktafel für den Direktor der Medizinischen Klinik Gerhardt Katsch angebracht. | Chirurgische Klinik u. innere Medizin |
|          | Friedrich-Loeffler-Straße 23c                   | Anatomisches Institut | | Anatomisches Institut |
|          | Friedrich-Loeffler-Straße 23d                   | Toxikologisches Institut und Pharmakologisches Institut | davor Stolperstein für Rudolf Kaufmann | Toxikologisches Institut und Pharmakologisches Institut |
|          | Friedrich-Loeffler-Straße 23e                   | Pathologisches Institut | | Pathologisches Institut |
|          | Friedrich-Loeffler-Straße 67/68 (Karte)         | Pfarrhaus der Marienkirche | | Pfarrhaus der Marienkirche |
|          | Friedrich-Ludwig-Jahn-Straße 15–17, 17a (Karte) | Universitätskomplex | | Universitätskomplex |
|          | Friedrich-Ludwig-Jahn-Straße 20 (Karte)         | Universitätsapotheke | | Universitätsapotheke |
|          | Geschwister-Scholl-Straße                       | Fernwärmeknotenpunkt | | |
|          | Goethestraße 1a/b (Karte)                       | Wohnhaus | | Wohnhaus |
|          | Goethestraße 8 (Karte)                          | Wohnhaus | | Wohnhaus |
|          | Grimmer Straße 83 (Karte)                       | Wohnhaus | | |
|          | Grimmer Straße 84 (Karte)                       | Villa der ehem. Brauerei mit Toreinfahrt und schmiedeeisernem Gitter | | Villa der ehem. Brauerei mit Toreinfahrt und schmiedeeisernem Gitter |
|          | Grimmer Straße 85-88 (Karte)                    | Botanisches Institut & Botanischer Garten mit Gewächshäusern | Eingang zum Botanischen Garten heute in der Münterstr. | Botanisches Institut & Botanischer Garten mit Gewächshäusern |
|          | Gützkower Landstraße 7-8 (Karte)                | Speicher | | |
|          | Gützkower Landstraße 69 (Karte)                 | Johanna-Odebrecht-Stiftung | | Johanna-Odebrecht-Stiftung |
|          | Gützkower Straße 1 (Karte)                      | Gaststätte und Wohnhaus | | Gaststätte und Wohnhaus |
|          | Gützkower Straße 18 (Karte)                     | Wohnhaus | | Wohnhaus |
|          | Gützkower Straße 26 (Karte)                     | Wohnhaus | | Wohnhaus |
|          | Gützkower Straße 27/28 (Karte)                  | Wohnhaus | | Wohnhaus |
|          | Gützkower Straße 32 (Karte)                     | Wohnhaus | | Wohnhaus |
|          | Gützkower Straße 33 (Karte)                     | Wohnhaus | | Wohnhaus |
|          | Gützkower Straße 67 (Karte)                     | Wohnhaus (und Haustür) | | Wohnhaus (und Haustür) |
|          | Gützkower Straße 70/72 (Karte)                  | Budenreihe | | Budenreihe |
|          | Gützkower Straße 76/7 (Karte)                   | Buden | | Buden |
|          | Gützkower Straße 80 (Karte)                     | Wohn- und Geschäftshaus | | Wohn- und Geschäftshaus |
|          | Gützkower Straße 81 (Karte)                     | Holzstammpumpe | | |
|          | Gützkower Straße 86 (Karte)                     | Wohnhaus | | Wohnhaus |
|          | Gützkower Straße 86a                            | Wohnhaus | | Wohnhaus |
|          | Gützkower Straße 87 (Karte)                     | Wohnhaus | | Wohnhaus |
|          | Gützkower Straße 92 (Karte)                     | ehem. Wohnhaus (Bankgebäude) | | ehem. Wohnhaus (Bankgebäude) |
|          | Hafen (Karte)                                   | südliche Kaimauer | | südliche Kaimauer |
|          | Hafenstraße 32 (Karte)                          | Speicher mit Wohnhaus | | |
|          | Hafenstraße 33                                  | Speicher | Abriss September 2013 | |
|          | Hafenstraße 37 (Karte)                          | Speichergebäude | Abriss 2021 | Speichergebäude |
|          | Hans-Beimler-Straße (Karte)                     | Kasernenkomplex mit Offizierskasino Nr. 7, fünf Kasernen Nr. 63–67, 69–71, 73–77, 79–83 und 85                                                                                | | Kasernenkomplex mit Offizierskasino Nr. 7, fünf Kasernen Nr. 63–67, 69–71, 73–77, 79–83 und 85                                                                                |
|          | Hans-Fallada-Straße 1 (Karte)                   | Wohnhaus | | Wohnhaus |
|          | Hans-Fallada-Straße 7 (Karte)                   | Wohnhaus | | Wohnhaus |
|          | Hans-Fallada-Straße 8 (Karte)                   | Wohnhaus | | Wohnhaus |
|          | Hans-Fallada-Straße 9 (Karte)                   | Wohnhaus | | Wohnhaus |
|          | Hans-Fallada-Straße 11 (Karte)                  | Turnhalle | | Turnhalle |
|          | Hunnenstraße 16 (Karte)                         | Wohnhaus | | Wohnhaus |
|          | Hunnenstraße 19 (Karte)                         | Speicher | | Speicher |
|          | Hunnenstraße 22 (Karte)                         | Speicher | heute privates Wohnhaus mit WG-Wohnungen für Studenten | Speicher |
|          | Johann-Sebastian-Bach-Straße 11/12 (Karte)      | Zoologisches Institut | | Zoologisches Institut |
|          | Johann-Sebastian-Bach-Straße 16 (Karte)         | Wohnhaus | | |
|          | Johann-Sebastian-Bach-Straße 17 (Karte)         | Wohnhaus | heute Verbindungshaus der KDStV Alemannia; Gedenktafel an Ernst Moritz Arndt | Wohnhaus |
|          | Johann-Sebastian-Bach-Straße 20 (Karte)         | Wohnhaus | | |
|          | Johann-Sebastian-Bach-Straße 23 (Karte)         | Wohnhaus | | |
|          | Johann-Sebastian-Bach-Straße 24 (Karte)         | Wohnhaus | | |
|          | Johann-Sebastian-Bach-Straße 25 (Karte)         | Wohnhaus | | |
|          | Johann-Sebastian-Bach-Straße 23 (Karte)         | Wohnhaus | | Wohnhaus |
|          | Johannes-Stelling-Straße 19-26 (Karte)          | Wohnbautenanlage St.Spiritus und St.Georg | | Wohnbautenanlage St.Spiritus und St.Georg |
|          | Johannes-Stelling-Straße 30 (Karte)             | Reichsbahndirektionsgebäude | 2014 leerstehend | Reichsbahndirektionsgebäude |
|          | Karl-Marx-Platz 7 (Karte)                       | Wohnhaus | | Wohnhaus |
|          | Karl-Marx-Platz 15 (Karte)                      | Wohnhaus | heute Regionalzentrum für Kirchliche Dienste | Wohnhaus |
|          | Karl-Marx-Platz 16 (Karte)                      | Wohnhaus | Corpshaus Corps Guestfalia Greifswald | Wohnhaus |
|          | Karl-Marx-Platz 17 (Karte)                      | Wohnhaus | | Wohnhaus |
|          | Käthe-Kollwitz-Straße 4 (Karte)                 | Wohnhaus | | Wohnhaus |
|          | Käthe-Kollwitz-Straße 5 (Karte)                 | Wohnhaus | | Wohnhaus |
|          | (Karte)                                         | Kirche & Grünanlage St. Jacobi | Zweischiffiger frühgotischer Ursprungsbau von 1280, um 1400 dreischiffiger Umbau der Halle. 4-gesch. Westturm, ursprünglicher Fachwerkaufsatz 1955 zerstört, 1965 durch Zeltdach ersetzt. Gotisches Deckenfresko erhalten. Orgel von 1968. | Kirche & Grünanlage St. Jacobi |
|          | (Karte)                                         | Kirche & Grünanlage St. Marien | 67 Meter lange gotischer, dreischiffige, 5-jochige Backsteinhalle von um 1280 bis Mitte 14. Jh. mit Satteldach und dreistöckigen Turm. Chorloser Ostgiebel mit gerader Wand. Kreuzrippengewölbe auf schlanken Pfeilern. Schmuckelemente und Spitzbogenblenden, gelungenes Beispiel norddeutscher Giebelornamentik. Turmuntergeschoss mit bis zu 4,5 Meter starken Mauern vom 14. Jh. | Kirche & Grünanlage St. Marien |
|          | (Karte)                                         | Kirche & Grünanlage St. Nicolai | Dreischiffiger, gotischer Dom St. Nikolai als Basilika mit 8-Jochen aus Backsteinen von um 1280. Neuer Chor von um 1411. Westturm (H = 99,97 Meter) mit obigen spitzbogigen Maßwerkblenden und urspr. spitzer Turmspitze, ab 18. Jh. mit geschweiftem offenen, verdoppeltem, barockem Helm. Giebel 1651 erneuert. Portale: Südseite um 1650 verändert, westl. Stufenportal erneuert, nördl. Archivoltenportal. Innen: Reste spätgotischer Wandmalerei, heutiger nichtgotischer weißer Raumeindruck bestimmt durch die Restaurierung von 1824 bis 1833. | Kirche & Grünanlage St. Nicolai |
|          | (Karte)                                         | Kirche, kath. St. Josef | | Kirche, kath. St. Josef |
|          | Knopfstraße 13 (Karte)                          | Wohnhaus | | Wohnhaus |
|          | Knopfstraße 15 (Karte)                          | Keller und Straßenfassade | | |
|          | Knopfstraße 18 (Karte)                          | ehem.Wohnspeicherhaus | | ehem.Wohnspeicherhaus |
|          | Knopfstraße 19 (Karte)                          | ehem. Wohnhaus | | ehem. Wohnhaus |
|          | Knopfstraße 20 (Karte)                          | ehem. Wohnspeicherhaus | 1989 saniert als ein Gebäude der Stadtbibliothek Greifswald. Giebelständiges, starkgegliedertes Bürgerhaus der flandrischen Spätrenaissance vom Ende des 16. Jh. mit späteren barocken Stildetails im 4-gesch. Giebel. Vermutlich älteres Kellergeschoss mit gotischem Kreuzrippengewölbe. Umbauten: 1850, 1867 und 1989. | ehem. Wohnspeicherhaus |
|          | Knopfstraße 26 (Karte)                          | Schule | | Schule |
|          | Kuhstraße 25 (Karte)                            | Speicher | | |
|          | Kuhstraße 30 (Karte)                            | Wohnhaus | | Wohnhaus |
|          | Lange Reihe 23 (Karte)                          | Ackerbürgerhaus | | |
|          | Lange Straße 2 (Karte)                          | Wohnhaus | | Wohnhaus |
|          | Lange Straße 4 (Karte)                          | Wohnhaus | | Wohnhaus |
|          | Lange Straße 6 (Karte)                          | Wohnhaus | | |
|          | Lange Straße 9 (Karte)                          | Wohnhaus | | Wohnhaus |
|          | Lange Straße 11 (Karte)                         | Wohn- und Geschäftshaus | | Wohn- und Geschäftshaus |
|          | Lange Straße 12 (Karte)                         | Wohnhaus | | Wohnhaus |
|          | Lange Straße 14 (Karte)                         | ehem. Waisenhaus | | ehem. Waisenhaus |
|          | Lange Straße 14a (Karte)                        | ehem. Bürgerschule | | ehem. Bürgerschule |
|          | Lange Straße 15 (Karte)                         | Wohn- und Geschäftshaus mit rückwärtigem Gebäudeflügel | | Wohn- und Geschäftshaus mit rückwärtigem Gebäudeflügel |
|          | Lange Straße 21 (Karte)                         | Hinterhaus | | Hinterhaus |
|          | Lange Straße 25 (Karte)                         | Wohnhaus | | |
|          | Lange Straße 43 (Karte)                         | Wohnhaus | Teil von St. Spiritus | Wohnhaus |
|          | Lange Straße 44 (Karte)                         | Wohnhaus mit Kellergewölbe | | |
|          | Lange Straße 48a (Karte)                        | Wohn- und Geschäftshaus | | Wohn- und Geschäftshaus |
|          | Lange Straße 49 (Karte)                         | St. Spiritus-Hospital, im Hof 13 eingeschossige Reihenhäuser | | St. Spiritus-Hospital, im Hof 13 eingeschossige Reihenhäuser |
|          | Lange Straße 50 (Karte)                         | Wohn- und Geschäftshaus | | Wohn- und Geschäftshaus |
|          | Lange Straße 51 (Karte)                         | ehem. Kirche von St.Spiritus | | ehem. Kirche von St.Spiritus |
|          | Lange Straße 52 (Karte)                         | Wohn- und Geschäftshaus | | Wohn- und Geschäftshaus |
|          | Lange Straße 53 (Karte)                         | Wohn- und Geschäftshaus | | Wohn- und Geschäftshaus |
|          | Lange Straße 54 (Karte)                         | Wohnhaus | Geburtshaus von Bartholomäus Sastrow (Erinnerungstafel) | Wohnhaus |
|          | Lange Straße 55/57 (Karte)                      | Wohnhaus & Hofgebäude mit Seifensiederei | Caspar-David-Friedrich-Zentrum | Wohnhaus & Hofgebäude mit Seifensiederei |
|          | Lange Straße 60 (Karte)                         | Wohn- und Geschäftshaus | | Wohn- und Geschäftshaus |
|          | Lange Straße 68 (Karte)                         | Wohnhaus | | Wohnhaus |
|          | Lange Straße 69 (Karte)                         | Wohn- und Geschäftshaus | | Wohn- und Geschäftshaus |
|          | Lange Straße 71 (Karte)                         | Wohn- und Geschäftshaus | | Wohn- und Geschäftshaus |
|          | Lange Straße 73 (Karte)                         | Kaufhaus | | Kaufhaus |
|          | Lange Straße 75 (Karte)                         | Wohn- und Geschäftshaus | | Wohn- und Geschäftshaus |
|          | Lange Straße 76 (Karte)                         | Wohn- und Geschäftshaus | | Wohn- und Geschäftshaus |
|          | Lange Straße 77 (Karte)                         | Universitätsbuchhandlung | | Universitätsbuchhandlung |
|          | Lange Straße 79 (Karte)                         | Wohn- und Geschäftshaus | | |
|          | Lange Straße 81 (Karte)                         | Wohn- und Geschäftshaus | | |
|          | Lange Straße 82 (Karte)                         | Kaufhaus | | Kaufhaus |
|          | Lange Straße 83 (Karte)                         | Wohn- und Geschäftshaus | | Wohn- und Geschäftshaus |
|          | Lange Straße 85 (Karte)                         | Wohn- und Geschäftshaus | | Wohn- und Geschäftshaus |
|          | Lange Straße 86 (Karte)                         | Wohn- und Geschäftshaus | | Wohn- und Geschäftshaus |
|          | Lange Straße 87                                 | Wohn- und Geschäftshaus | | Wohn- und Geschäftshaus |
|          | Lange Straße 88 (Karte)                         | Wohn- und Geschäftshaus | | |
|          | Lange Straße 89 (Karte)                         | Wohn- und Geschäftshaus | | Wohn- und Geschäftshaus |
|          | Lange Straße 91 (Karte)                         | Wohn- und Geschäftshaus | | Wohn- und Geschäftshaus |
|          | Lange Straße 92 (Karte)                         | Wohn- und Geschäftshaus | | Wohn- und Geschäftshaus |
|          | Lange Straße 93 (Karte)                         | Wohn- und Geschäftshaus | | Wohn- und Geschäftshaus |
|          | Lange Straße 95 (Karte)                         | Wohn- und Geschäftshaus | | Wohn- und Geschäftshaus |
|          | Marienkirchplatz 1/2 (Karte)                    | ehem. Kirchenbedienstetenbude | | ehem. Kirchenbedienstetenbude |
|          | Marienstraße 17-19 (Karte)                      | Mietshäuser | | |
|          | Marienstraße 22-24 (Karte)                      | ehem. Elektrizitätswerk | | |
|          | Markt (Karte)                                   | Rathaus | | Rathaus |
|          | Markt 1 (Karte)                                 | Apotheke | | Apotheke |
|          | Markt 2 (Karte)                                 | | heute Deutsche Bank | |
|          | Markt 3 (Karte)                                 | Wohn- und Geschäftshaus | | Wohn- und Geschäftshaus |
|          | Markt 4 (Karte)                                 | ehem. Wohnspeicherhaus | | ehem. Wohnspeicherhaus |
|          | Markt 6 (Karte)                                 | Wohnhaus | 3-gesch. giebelständiger Putzbau mit Stufengiebel; heute Weinhaus | Wohnhaus |
|          | Markt 7/8 (Karte)                               | Wohn- und Geschäftshaus | heute Commerzbank | Wohn- und Geschäftshaus |
|          | Markt 9 (Karte)                                 | Wohn- und Geschäftshaus | | Wohn- und Geschäftshaus |
|          | Markt 10 (Karte)                                | zwei ehem. Wohnspeicherhäuser (Sparkasse) | Zwei 3-gesch. giebelständige barocke Putzbauten | zwei ehem. Wohnspeicherhäuser (Sparkasse) |
|          | Markt 11 (Karte)                                | Wohnspeicherhaus | Bürgerhaus mit reich verziertem Stufengiebel, Wappenfries, bedeutendes Bauwerk der Backsteingotik | Wohnspeicherhaus |
|          | Markt 12 (Karte)                                | Gaststätte und Wohnhaus | | Gaststätte und Wohnhaus |
|          | Markt 13 (Karte)                                | Wohnspeicherhaus | Speicherhaus mit reich verziertem Stufengiebel, Wappenfries, bedeutendes Bauwerk der Backsteingotik; heute Braugasthaus | Weitere Bilder |
|          | Markt 14 (Karte)                                | Wohnhaus | heute Volksbank | Wohnhaus |
| Wikidata | Markt 15/17/19 (Karte)                          | Post und Hofgebäude | Post- und Telegrafenamt von 1896 nach Plänen von Ernst Hake, Reichspost Berlin und Carl Hindorf, Oberpostdirektion Stettin. Nach umfangreicher Sanierung ab 2014 Nutzung als Stadthaus | Weitere Bilder |
|          | Markt 20/21 (Karte)                             | Kaufhaus | | Kaufhaus |
|          | Markt 22 (Karte)                                | Wohn- und Geschäftshaus | | Wohn- und Geschäftshaus |
|          | Markt 23 (Karte)                                | Wohn- und Geschäftshaus | | Wohn- und Geschäftshaus |
|          | Markt 24 (Karte)                                | Wohn- und Geschäftshaus (einschließlich Fachwerkanbau) | | Wohn- und Geschäftshaus (einschließlich Fachwerkanbau) |
|          | Markt 25 (Karte)                                | Wohnhaus und Pferdestall | Weißenbbornsches Haus, Dachstuhl von 1342, größter mittelalterlicher Speicherbau im südlichen Ostseeraum; Umbau im Barock und wiederum 1861 durch den damaligen Eigentümer, den Kornhändler Johann Philipp Hermann Weißenborn | Wohnhaus und Pferdestall |
|          | Markt 26 (Karte)                                | Wohnhaus | heute Gaststätte | Wohnhaus |
|          | Markt 27 (Karte)                                | Wohnspeicherhaus und Kemladen | heute Gaststätte | Wohnspeicherhaus und Kemladen |
|          | Markt 28/29 (Karte)                             | ehem. Wohnhäuser und Hinterhofbebauung | | ehem. Wohnhäuser und Hinterhofbebauung |
|          | Markt 30 (Karte)                                | Wohnhaus | | Wohnhaus |
|          | Martin-Andersen-Nexö-Platz 1 (Karte)            | ehem. Kaserne | heute Landesarchiv Greifswald | ehem. Kaserne |
|          | Martin-Andersen-Nexö-Platz (Karte)              | Gedenkstein für Martin Andersen Nexø | | Gedenkstein für Martin Andersen Nexø |
|          | Martin-Luther-Straße 2 (Karte)                  | Wohnhaus | mit Erinnerungstafel für Hermann Löns, der hier 1887/88 wohnte | Wohnhaus |
|          | Martin-Luther-Straße 5 (Karte)                  | mittelalterlicher Keller | | |
|          | Martin-Luther-Straße 6 (Karte)                  | ehem. Wohnhaus (Institutsgebäude) | | ehem. Wohnhaus (Institutsgebäude) |
|          | Martin-Luther-Straße 7a (Karte)                 | Schule (Berufsschule) | | |
|          | Martin-Luther-Straße 8 (Karte)                  | Lutherhof | | Lutherhof |
|          | Martin-Luther-Straße 10 (Karte)                 | Wohnhaus | Alte Sternwarte | Wohnhaus |
|          | Mühlenstraße 5 (Karte)                          | Wohnhaus | | |
|          | Mühlenstraße 7 (Karte)                          | Wohnhaus | | |
|          | Mühlenstraße 12 (Karte)                         | Wohnhaus und Brandmauer zu Nr. 13 | | |
|          | Mühlenstraße 13 (Karte)                         | Wohnhaus und Brandmauer zu Nr. 12 | | |
|          | Mühlenstraße 15 (Karte)                         | ehem. Knabenmittelschule | Galeriegebäude des Pommerschen Landesmuseums | ehem. Knabenmittelschule |
|          | Mühlenstraße 21 (Karte)                         | ehem. Bedienstetenbude St. Marien | | ehem. Bedienstetenbude St. Marien |
|          | Mühlenstraße 30 (Karte)                         | Greifenapotheke | | |
|          | Müntergrund                                     | Münterstein | Denkmal für Julius Münter | Münterstein |
|          | Münterstraße 1                                  | Villa | | |
|          | Münterstraße 2 (Karte)                          | Villa | | Villa |
|          | Pappelallee 1 (Karte)                           | ehem. Militär-Medizinische-Sektion (ehem. Luftwaffenlazarett) | Heute Parkklinik, Medigreif Unternehmensgruppe | ehem. Militär-Medizinische-Sektion (ehem. Luftwaffenlazarett) |
|          | Rakower Straße 9 (Karte)                        | Altenheim „Graues Kloster“ | | |
|          | Robert-Blum-Straße 1 (Karte)                    | Villa „Erdmann“ | | Villa „Erdmann“ |
|          | Robert-Blum-Straße 11 (Karte)                   | Wohnhaus „E.Lüdecke, 1914“ | davor zwei Stolpersteine für Alice Weismann und Paula Sichel | Wohnhaus „E.Lüdecke, 1914“ |
|          | Robert-Blum-Straße 12 (Karte)                   | Villa | | Villa |
|          | Rotgerberstraße 12–14 (Karte)                   | Altenheim St.Spiritus | | Altenheim St.Spiritus |
|          | Rotgerberstraße 15 (Karte)                      | Wohnhaus St. Spiritus | | Wohnhaus St. Spiritus |
|          | Rubenowplatz (Karte)                            | Grünanlage & Rubenowdenkmal | | Grünanlage & Rubenowdenkmal |
|          | Rubenowstraße                                   | Pfarrer-Wachsmann-Büste | | Pfarrer-Wachsmann-Büste |
|          | Rubenowstraße 1 (Karte)                         | Hörsaalgebäude mit Auditorium maximum | | Hörsaalgebäude mit Auditorium maximum |
|          | Rubenowstraße 2 (Karte)                         | Augenklinik | | Augenklinik |
|          | Rubenowstraße 3 (Karte)                         | Physiologisches Institut | | |
|          | Rubenowstraße 4 (Karte)                         | Universitätsbibliothek | 3-gesch. Backsteinbau mit Sockelgeschoss und Walmdach von 1882 nach Plänen von Martin Gropius und Heino Schmieden im Stil der Neorenaissance; urspr. 3 mal 7 Fensterachsen, Erweiterung um 4 Achsen von 1892. | Universitätsbibliothek |
|          | Rudolf-Breitscheid-Straße 11 (Karte)            | Villa | | Villa |
|          | Rudolf-Breitscheid-Straße 14/15 (Karte)         | Doppelwohnhaus | | Doppelwohnhaus |
|          | Rudolf-Petershagen Allee 1 (Karte)              | Institutsgebäude | | Institutsgebäude |
|          | Rudolf-Petershagen Allee                        | Pappelallee und Rosengarten | | Pappelallee und Rosengarten |
|          | Salinenstraße                                   | Teile der ehem. Soleleitung und Brunnen der ehem. Saline | | |
|          | Salinenstraße (Karte)                           | Slipanlage der Werft | | |
|          | Schuhhagen 1 (Karte)                            | Wohn- und Geschäftshaus | | Wohn- und Geschäftshaus |
|          | Schuhhagen 3 (Karte)                            | Wohnhaus einschließlich der Hofgebäude | | Wohnhaus einschließlich der Hofgebäude |
|          | Schuhhagen 4 (Karte)                            | Wohn- und Geschäftshaus | | Wohn- und Geschäftshaus |
|          | Schuhhagen 5 (Karte)                            | Wohn- und Geschäftshaus | | Wohn- und Geschäftshaus |
|          | Schuhhagen 6 (Karte)                            | Wohn- und Geschäftshaus | | Wohn- und Geschäftshaus |
|          | Schuhhagen 8 (Karte)                            | Wohn- und Geschäftshaus | | Wohn- und Geschäftshaus |
|          | Schuhhagen 10 (Karte)                           | Wohn- und Geschäftshaus | | Wohn- und Geschäftshaus |
|          | Schuhhagen 11 (Karte)                           | Wohn- und Geschäftshaus | | |
|          | Schuhhagen 20 (Karte)                           | Wohn- und Geschäftshaus | | Wohn- und Geschäftshaus |
|          | Schuhhagen 21 (Karte)                           | Wohn- und Geschäftshaus | | Wohn- und Geschäftshaus |
|          | Schuhhagen 28 (Karte)                           | Fassade und Kellergewölbe | | Fassade und Kellergewölbe |
|          | Schuhhagen 30 (Karte)                           | Wohn- und Geschäftshaus | | Wohn- und Geschäftshaus |
|          | Soldmannstraße 15 (Karte)                       | Kinderklinik | | |
|          | Soldmannstraße 16/17 (Karte)                    | Chemisches Institut | | |
|          | Soldmannstraße 18 (Karte)                       | Wohnhaus | heute Verbindungshaus des VdSt | Wohnhaus |
|          | Steinbeckerstraße 1 (Karte)                     | ehem. Ausspanne | | |
|          | Steinbeckerstraße 10 (Karte)                    | ehem. Stadtmateriallager | | ehem. Stadtmateriallager |
|          | Steinbeckerstraße 15 (Karte)                    | Wohnhaus (Institutsgebäude) | | Wohnhaus (Institutsgebäude) |
|          | Steinbeckerstraße 15 (Karte)                    | Wohn- und Geschäftshaus | | |
|          | Steinbeckerstraße 17 (Karte)                    | Wohn- und Geschäftshaus | | |
|          | Steinbeckerstraße 18 (Karte)                    | Geschäftshaus und ehem. Café | | |
|          | Steinbeckerstraße 19 (Karte)                    | Wohn- und Geschäftshaus | | |
|          | Steinbeckerstraße 20 (Karte)                    | Wohn- und Geschäftshaus | | |
|          | Steinbeckerstraße 21 (Karte)                    | Wohnhaus | | Wohnhaus |
|          | Steinbeckerstraße 25 (Karte)                    | Wohnhaus | | |
|          | Steinbeckerstraße 27 (Karte)                    | Wohnspeicherhaus | | Wohnspeicherhaus |
|          | Steinbeckerstraße 28 (Karte)                    | Wohnspeicherhaus | | Wohnspeicherhaus |
|          | Steinbeckerstraße 29 (Karte)                    | Wohnspeicherhaus | | Wohnspeicherhaus |
|          | Steinbeckerstraße 30 (Karte)                    | Wohnspeicherhaus | | Wohnspeicherhaus |
|          | Steinbeckerstraße 31 (Karte)                    | Wohnspeicherhaus | | Wohnspeicherhaus |
|          | Steinbeckerstraße 33/34 (Karte)                 | Wohn- und Geschäftshaus | | Wohn- und Geschäftshaus |
|          | Steinbeckerstraße 35 (Karte)                    | Wohnhaus (sog. Gesterding´sches Wohnhaus) | | Wohnhaus (sog. Gesterding´sches Wohnhaus) |
|          | Steinbeckerstraße 43 (Karte)                    | Wohnhaus | | Wohnhaus |
|          | Steinstraße 3 (Karte)                           | Studienhaus mit Kachelofen | | Studienhaus mit Kachelofen |
|          | Steinstraße 15-17 (Karte)                       | Martinsstift | | Martinsstift |
|          | Steinstraße 46 (Karte)                          | Wohnhaus | | Wohnhaus |
|          | Steinstraße 48 (Karte)                          | Wohnhaus | | Wohnhaus |
|          | Steinstraße 58 (Karte)                          | Wohnhaus (Falladahaus) | | Wohnhaus (Falladahaus) |
|          | Stephanistraße 8 (Karte)                        | Wohnhaus | | Wohnhaus |
|          | Stralsunder Landstraße (Karte)                  | Stadtansicht | sog. Caspar-David-Friedrich-Blick | Stadtansicht |
|          | Stralsunder Landstraße                          | Barnekowstein | | |
|          | Stralsunder Landstraße (Karte)                  | Holländer Windmühle | | |
|          | Stralsunder Straße 7/8 u.9 (Karte)              | Wohnhäuser | 7/8 mit Gedenktafel für Paul Grawitz; 9 Corpshaus von Corps Marchia Greifswald | Wohnhäuser |
|          | Stralsunder Straße 10/11 (Karte)                | ehem. Gesellschaftshaus Zum Greif | StraZe, seit 2007 leerstehend, 2008 von der Universität an privaten Investor verkauft, November 2013 von Initiative erworben | ehem. Gesellschaftshaus Zum Greif |
|          | Theodor-Pyl-Straße 1 (Karte)                    | Franziskanerkloster: Reste der östlichen Klausurbereiche und Guardianshaus | | |
|          | Vulkanstraße 1 (Karte)                          | Fabrikgebäude | | |
|          | Wallanlagen                                     | Wallanlage VdN-Ehrenmal | | |
|          | Wallstraße 19/20 (Karte)                        | ehem. Zollamt | | |
|          | Walther-Rathenaustraße 43–45 (Karte)            | Klinik Hals-Nasen-Ohren | | |
|          | W.-Schlaak-Straße 1/3, 7/9, 11/13               | Sgraffiti | | Sgraffiti |
|          | Wolgaster Straße (Karte)                        | Bismarckturm | | Bismarckturm |
|          | Wolgaster Straße 1 (Karte)                      | Wohnhaus | | |
|          | Wolgaster Straße 9/10 (Karte)                   | Wohnhaus und Glasfenster im Treppenhaus | | |
|          | Wolgaster Straße 19/20 (Karte)                  | Wohnhaus | | |
|          | Wolgaster Straße 39 (Karte)                     | Haustüreinfassung | | Haustüreinfassung |
|          | Wolgaster Straße 46 (Karte)                     | Wohnhaus | | Wohnhaus |
|          | Wolgaster Straße 47 (Karte)                     | Wohnhaus | | Wohnhaus |
|          | Wolgaster Straße 48 (Karte)                     | Wohnhaus | 1905 vom Greifswalder Baugewerksmeister Alfred Niedergesäss - Architektur-Bureau und Special-Baugeschäft - geplant und gebaut. Hier wohnten Anatom Prof. Dr. Otto Dragendorff, Pfr. Richard Wittenberg, Maria Dragendorff geb. von Schultz, verw. Wittenberg, und der Schriftsteller Heinrich Bandlow. Zeitweise nutzte der Literaturwissenschaftler Prof. Victor Klemperer Teile von Mobiliar und Bibliothek. | Wohnhaus |
|          | Wolgaster Straße 49 (Karte)                     | Wohnhaus | | Wohnhaus |
|          | Wolgaster Straße 50 (Karte)                     | Wohnhaus | | Wohnhaus |
|          | Wolgaster Straße 51 (Karte)                     | Wohnhaus | | |
|          | Wolgaster Straße 91-102 (Karte)                 | Wohnsiedlung einschließlich gärtnerischer Anlage | | Wohnsiedlung einschließlich gärtnerischer Anlage |
|          | Wolgaster Straße 113/115 (Karte)                | Fleischerei | | Fleischerei |
|          | Wolgaster Straße 131 (Karte)                    | Wohnhaus | | Wohnhaus |
|          | Wolgaster Straße 133 (Karte)                    | Wohnhaus | | Wohnhaus |
|          | Wolgaster Straße 142 (Karte)                    | Wohnhaus | | Wohnhaus |
|          | Wolgaster Straße 144 (Karte)                    | Wohnhaus | | Wohnhaus |
|          | Wolgaster Straße 146 (Karte)                    | Villa | | Villa |
|          | Wollweberstraße 1 (Karte)                       | Klinikgebäude (Frauenklinik) | | Klinikgebäude (Frauenklinik) |
|          | Wollweberstraße 2/3 (Karte)                     | Professorenwohnhaus | mit Gedenktafel für Hugo Pernice | Professorenwohnhaus |
|          | Wollweberstraße 6 (Karte)                       | Wohnhaus | | |
|          | Wollweberstraße 11-15 (Karte)                   | Wohnhauszeile | | |
|          | Wollweberstraße 19/20 (Karte)                   | ehem. städtisches Arbeitshaus | | |

## Ehemalige Baudenkmale
| ID | Lage                        | Bezeichnung           | Beschreibung | Bild |
| -- | --------------------------- | --------------------- | --- | ---- |
|    | Brinkstraße 37–38           | Wohnhaus              | Einem Abbruchantrag von 1995 wurde im Einvernehmen mit dem Landesamt für Kultur und Denkmalpflege zugestimmt, da sich das Gebäude in einem sehr desolaten Bauzustand befand. Das Gebäude wurde im Jahre 2002 abgebrochen, womit der Denkmalschutz aufgehoben wurde. (Abbruch 2002) |      |
|    | Lange Straße 42             | Wohnhaus mit Kemladen | (gestrichen aufgrund Abbruch) |      |
|    | Rudolf-Breitscheid-Straße 3 | Wohnhaus              | Abbruch April 1996 |      |

## Quelle
- Bericht über die Erstellung der Denkmallisten sowie über die Verwaltungspraxis bei der Benachrichtigung der Eigentümer und Gemeinden sowie über die Handhabung von Änderungswünschen (Stand: Juni 1997; PDF, 934 kB)